# El amigo de todos o el idólatra de la libertad
El amigo de todos o el idólatra de la libertad fue un periódico publicado en la Provincia Oriental. Su prospecto, antigua denominación del número cero de un periódico, se dio a conocer el 10 de septiembre de 1829 anunciando dos salidas semanales, una los martes y otra los viernes. El día 22 del mismo mes se publicó su primer y último número.

## Orígenes
Surgió en el año 1829, en una coyuntura histórica de importancia para el país ya que se había presentado la primera carta constitucional, la cual se aprobaría un poco menos de un año más tarde. Apareció entre múltiples publicaciones tan efímeras como esta. Entre ellas se destacan: La Gaceta, Las cuestiones ó sean las cartas orientales y El Observador Oriental.
Tanto el prospecto del periódico como su primer número fueron impresos en la Imprenta Republicana. 

## Estilo y tópicos
En el prospecto, los editores se declararon inexperientes en la materia: "Al comenzar nuestra carrera de escritores públicos solo nos lleva el interés del engrandecimiento de nuestra cara Patria" (El amigo de todos, Prospecto, 10/9/1829). 
Se dijeron contrarios a atacar personalidades y favorables a criticar o celebrar lo que correspondiera con cierta "imparcialidad" y "decencia" que, consideraban, debían ser características de los escritores de  "...un país ilustrado como el nuestro" (El amigo de todos, Prospecto, 10/9/1829).
En cuestiones concernientes a la ética, era del deseo de los redactores ocuparse de "cuanto crea ser lo mejor para la felicidad, y libertad del Estado Oriental del Uruguay..." (El amigo de todos, Prospecto, 10/9/1829) y "ser un fiel defensor de los derechos de los ciudadanos cuando se hallen violados..." (El amigo de todos, Prospecto, 10/9/1829).
El tema principal sobre el cual se proponían escribir era la organización de los departamentos del Estado incluyendo: la policía, el sistema de haciendas y las autoridades y leyes del país.